# Johnny Baldwin
Johnny Baldwin (Bessemer, Alabama, 1 de abril de 1984) es un jugador profesional de fútbol americano juega la posición de linebacker actualmente es agente libre. Fue seleccionado por Detroit Lions en la quinta ronda del Draft de la NFL de 2007. Jugo como colegial en Alabama A&M.
También participó con Kansas City Chiefs, Washington Redskins en la NFL, Winnipeg Blue Bombers en la Canadian Football League y California Redwoods en la United Football League.

## Estadísticas UFL
| Temporada | Año | Tkl | Ast | Tot | Sck | Yds | FF |
| --------- | --- | --- | --- | --- | --- | --- | -- |
| 2009      | CAR | 2   | 2   | 3.0 | 0.0 | 0   | 0  |